# 토어 프로이덴탈
토어 프로이덴탈(독일어: Thor Freudenthal, 1972년 10월 20일 ~ )은 독일과 미국의 영화 감독이다. 대표 감독 작품으로는 《윔피 키드》(2010)와 《퍼시 잭슨과 괴물의 바다》(2013)가 있다. 《스튜어트 리틀》 시리즈의 제작에도 참여했다.
프로이덴탈은 베를린에서 태어났다. 일찍부터 시각 스토리텔링에 재능이 있어 베를린 예술대학교에 진학하였고, 단편 영화 몇 편을 찍는다. 미국으로 이주 후 캘리포니아 인스티튜트 오브 디 아츠를 졸업했고 소니 픽처스에 입사해 《스튜어트 리틀》(1999) 등의 작품의 제작에 참여한다.